# Hemicordulia mindana
Hemicordulia mindana – gatunek ważki z rodziny szklarkowatych (Corduliidae).